# Phulsee
Der Phulsee, oft auch Pfuhlsee geschrieben,  ist ein See im Kreis Herzogtum Lauenburg im deutschen Bundesland Schleswig-Holstein nördlich der Ortschaft Seedorf. Der See ist ca. 4 ha groß. Der See gehört zum Naturschutzgebiet Schaalsee mit Niendorfer Binnensee, Priestersee und Großzecher Küchensee, Phulsee, Seedorfer Küchensee und Umgebung.